# IndyCar Series 2009
IndyCar Series 2009 var den fjortonde säsongen av IndyCar Series. Säsongen kördes över 17 omgångar, med Indianapolis 500 som höjdpunkt. Dario Franchitti blev mästare, tack vare en lyckad chansning med strategi i säsongens sista tävling på Homestead-Miami Speedway.

## Delsegrare
| Datum        | Bana             | Vinnare           | Team                | Rapport |
| ------------ | ---------------- | ----------------- | ------------------- | ------- |
| 5 april      | Saint Petersburg | Ryan Briscoe      | Team Penske         | *       |
| 19 april     | Long Beach       | Dario Franchitti  | Chip Ganassi Racing | *       |
| 26 april     | Kansas           | Scott Dixon       | Chip Ganassi Racing | *       |
| 24 maj       | Indianapolis 500 | Hélio Castroneves | Team Penske         | *       |
| 31 maj       | Milwaukee        | Scott Dixon       | Chip Ganassi Racing | *       |
| 6 juni       | Texas            | Hélio Castroneves | Team Penske         | *       |
| 19 juni      | Iowa Speedway    | Dario Franchitti  | Chip Ganassi Racing | *       |
| 27 juni      | Richmond         | Scott Dixon       | Chip Ganassi Racing | *       |
| 5 juli       | Watkins Glen     | Justin Wilson     | Dale Coyne Racing   | *       |
| 12 juli      | Toronto          | Dario Franchitti  | Chip Ganassi Racing | *       |
| 26 juli      | Edmonton         | Will Power        | Team Penske         | *       |
| 1 augusti    | Kentucky         | Ryan Briscoe      | Team Penske         | *       |
| 9 augusti    | Mid-Ohio         | Scott Dixon       | Chip Ganassi Racing | *       |
| 23 augusti   | Sears Point      | Dario Franchitti  | Chip Ganassi Racing | *       |
| 29 augusti   | Chicagoland      | Ryan Briscoe      | Team Penske         | *       |
| 19 september | Motegi           | Scott Dixon       | Chip Ganassi Racing | *       |
| 11 oktober   | Homestead        | Dario Franchitti  | Chip Ganassi Racing | *       |

## Resultat

### Saint Petersburg
| Plats | Förare           | Team                     |
| ----- | ---------------- | ------------------------ |
| 1     | Ryan Briscoe     | Team Penske              |
| 2     | Ryan Hunter-Reay | Vision Racing            |
| 3     | Justin Wilson    | Dale Coyne Racing        |
| 4     | Dario Franchitti | Chip Ganassi Racing      |
| 5     | Tony Kanaan      | Andretti Green Racing    |
| 6     | Will Power       | Team Penske              |
| 7     | Graham Rahal     | Newman/Haas/Lanigan      |
| 8     | Darren Manning   | Dreyer & Reinbold Racing |
| 9     | Vitor Meira      | A.J. Foyt Enterprises    |
| 10    | Alex Tagliani    | Conquest Racing          |

### Long Beach
| Plats | Förare            | Team                  |
| ----- | ----------------- | --------------------- |
| 1     | Dario Franchitti  | Chip Ganassi Racing   |
| 2     | Will Power        | Team Penske           |
| 3     | Tony Kanaan       | Andretti Green Racing |
| 4     | Danica Patrick    | Andretti Green Racing |
| 5     | Dan Wheldon       | Panther Racing        |
| 6     | Marco Andretti    | Andretti Green Racing |
| 7     | Hélio Castroneves | Team Penske           |
| 8     | Raphael Matos     | Luczo Dragon Racing   |
| 9     | Robert Doornbos   | Newman/Haas/Lanigan   |
| 10    | Alex Tagliani     | Conquest Racing       |

### Kansas
| Plats | Förare            | Team                  |
| ----- | ----------------- | --------------------- |
| 1     | Scott Dixon       | Chip Ganassi Racing   |
| 2     | Hélio Castroneves | Team Penske           |
| 3     | Tony Kanaan       | Andretti Green Racing |
| 4     | Ryan Briscoe      | Team Penske           |
| 5     | Danica Patrick    | Andretti Green Racing |
| 6     | Marco Andretti    | Andretti Green Racing |
| 7     | Graham Rahal      | Newman/Haas/Lanigan   |
| 8     | Hideki Mutoh      | Andretti Green Racing |
| 9     | Ed Carpenter      | Vision Racing         |
| 10    | Dan Wheldon       | Panther Racing        |

### Indianapolis 500
| Plats | Förare            | Team                  |
| ----- | ----------------- | --------------------- |
| 1     | Hélio Castroneves | Team Penske           |
| 2     | Dan Wheldon       | Panther Racing        |
| 3     | Danica Patrick    | Andretti Green Racing |
| 4     | Townsend Bell     | KV Racing Technology  |
| 5     | Will Power        | Team Penske           |
| 6     | Scott Dixon       | Chip Ganassi Racing   |
| 7     | Dario Franchitti  | Chip Ganassi Racing   |
| 8     | Ed Carpenter      | Vision Racing         |
| 9     | Paul Tracy        | KV Racing Technology  |
| 10    | Hideki Mutoh      | Andretti Green Racing |

### Milwaukee
| Plats | Förare           | Team                  |
| ----- | ---------------- | --------------------- |
| 1     | Scott Dixon      | Chip Ganassi Racing   |
| 2     | Ryan Briscoe     | Team Penske           |
| 3     | Dario Franchitti | Chip Ganassi Racing   |
| 4     | Graham Rahal     | Newman/Haas/Lanigan   |
| 5     | Danica Patrick   | Andretti Green Racing |
| 6     | Raphael Matos    | Luczo Dragon Racing   |
| 7     | Marco Andretti   | Andretti Green Racing |
| 8     | Hideki Mutoh     | Andretti Green Racing |
| 9     | Mário Moraes     | KV Racing Technology  |
| 10    | Dan Wheldon      | Panther Racing        |

### Texas
| Plats | Förare            | Team                  |
| ----- | ----------------- | --------------------- |
| 1     | Hélio Castroneves | Team Penske           |
| 2     | Ryan Briscoe      | Team Penske           |
| 3     | Scott Dixon       | Chip Ganassi Racing   |
| 4     | Marco Andretti    | Andretti Green Racing |
| 5     | Dario Franchitti  | Chip Ganassi Racing   |
| 6     | Danica Patrick    | Andretti Green Racing |
| 7     | Dan Wheldon       | Panther Racing        |
| 8     | Tony Kanaan       | Andretti Green Racing |
| 9     | Ed Carpenter      | Vision Racing         |
| 10    | Mário Moraes      | KV Racing Technology  |

## Slutställning
| Plats | Förare            | Team                                        | Poäng |
| ----- | ----------------- | ------------------------------------------- | ----- |
| 1     | Dario Franchitti  | Chip Ganassi Racing                         | 615   |
| 2     | Scott Dixon       | Chip Ganassi Racing                         | 604   |
| 3     | Ryan Briscoe      | Team Penske                                 | 603   |
| 4     | Hélio Castroneves | Team Penske                                 | 433   |
| 5     | Danica Patrick    | Andretti Green Racing                       | 393   |
| 6     | Tony Kanaan       | Andretti Green Racing                       | 386   |
| 7     | Graham Rahal      | Newman/Haas/Lanigan                         | 385   |
| 8     | Marco Andretti    | Andretti Green Racing                       | 380   |
| 9     | Justin Wilson     | Dale Coyne Racing                           | 354   |
| 10    | Dan Wheldon       | Panther Racing                              | 354   |
| 11    | Hideki Mutoh      | Andretti Green Racing                       | 353   |
| 12    | Ed Carpenter      | Vision Racing                               | 321   |
| 13    | Raphael Matos     | Luczo Dragon Racing                         | 312   |
| 14    | Mário Moraes      | KV Racing Technology                        | 304   |
| 15    | Ryan Hunter-Reay  | Vision Racing A.J. Foyt Enterprises         | 298   |
| 16    | Robert Doornbos   | Newman/Haas/Lanigan HVM Racing              | 283   |
| 17    | Mike Conway       | Dreyer & Reinbold Racing                    | 261   |
| 18    | Ernesto Viso      | HVM Racing                                  | 248   |
| 19    | Will Power        | Team Penske                                 | 219   |
| 20    | Tomas Scheckter   | Dreyer & Reinbold Racing                    | 195   |
| 21    | Oriol Servià      | Rahal Letterman Racing Newman/Haas/Lanigan  | 115   |
| 22    | Alex Tagliani     | Conquest Racing                             | 114   |
| 23    | Paul Tracy        | KV Racing Technology                        | 113   |
| 24    | Milka Duno        | Dreyer & Reinbold Racing                    | 113   |
| 25    | Sarah Fisher      | Sarah Fisher Racing                         | 89    |
| 26    | Jaques Lazier     | Team 3G                                     | 77    |
| 27    | Richard Antinucci | Team 3G                                     | 63    |
| 28    | Vitor Meira       | A.J. Foyt Enterprises                       | 62    |
| 29    | Stanton Barrett   | Team 3G                                     | 62    |
| 30    | Alex Lloyd        | Sam Schmidt Motorsports Newman/Haas/Lanigan | 41    |
| 31    | Darren Manning    | Dreyer & Reinbold Racing                    | 38    |
| 32    | Townsend Bell     | KV Racing Technology                        | 32    |
| 33    | A.J. Foyt IV      | A.J. Foyt Enterprises                       | 26    |
| 34    | Scott Sharp       | Panther Racing                              | 16    |
| 35    | Nelson Philippe   | HVM Racing                                  | 16    |
| 36    | Kosuke Matsuura   | Conquest Racing                             | 13    |
| 37    | John Andretti     | Richard Petty Motorsports                   | 12    |
| 38    | Roger Yasukawa    | Dreyer & Reinbold Racing                    | 12    |
| 39    | Franck Montagny   | Andretti Green Racing                       | 12    |
| 40    | Davey Hamilton    | Dreyer & Reinbold Racing                    | 10    |

## Resultat
| Plats | Förare            | StP | LB | Kan | Indy | Mil | Tex | Iow | Ric | WG | Tor | Edm | Ken | Mid | Son | Chi | Jap | Hom | Poäng |
| ----- | ----------------- | --- | -- | --- | ---- | --- | --- | --- | --- | -- | --- | --- | --- | --- | --- | --- | --- | --- | ----- |
| 1     | Dario Franchitti  | 4   | 1* | 18  | 7    | 3   | 5   | 1   | 2   | 15 | 1*  | 5   | 6   | 3   | 1*  | 4   | 2   | 1   | 616   |
| 2     | Scott Dixon       | 16  | 15 | 1*  | 6*   | 1   | 3   | 5   | 1*  | 3  | 4   | 3   | 7*1 | 1*  | 13  | 2   | 1*  | 3   | 605   |
| 3     | Ryan Briscoe      | 1   | 13 | 4   | 15   | 2*  | 2*  | 2*  | 19  | 2  | 2   | 4   | 1   | 2   | 2   | 1*  | 18  | 2*  | 604   |
| 4     | Hélio Castroneves |     | 7  | 2   | 1    | 11  | 1   | 71  | 17  | 4  | 18  | 2   | 4   | 12  | 18  | 20  | 10  | 5   | 433   |
| 5     | Danica Patrick    | 19  | 4  | 5   | 3    | 5   | 6   | 9   | 5   | 11 | 6   | 11  | 8   | 19  | 16  | 12  | 6   | 19  | 393   |
| 6     | Tony Kanaan       | 5   | 3  | 3   | 27   | 19  | 8   | 14  | 6   | 8  | 17  | 21  | 3   | 10  | 8   | 13  | 11  | 4   | 386   |
| 7     | Graham Rahal      | 7   | 12 | 7   | 31   | 4   | 22  | 11  | 3   | 13 | 20  | 7   | 5   | 8   | 21  | 5   | 3   | 11  | 385   |
| 8     | Marco Andretti    | 13  | 6  | 6   | 30   | 7   | 4   | 12  | 7   | 5  | 8   | 10  | 10  | 6   | 14  | 11  | 7   | 22  | 380   |
| 9     | Justin Wilson     | 3*  | 22 | 14  | 23   | 15  | 15  | 18  | 14  | 1* | 5   | 8   | 21  | 13  | 7   | 10  | 12  | 10  | 354   |
| 10    | Dan Wheldon       | 14  | 5  | 10  | 2    | 10  | 7   | 4   | 10  | 10 | 14  | 15  | 11  | 16  | 12  | 22  | 8   | 21  | 354   |
| 11    | Hideki Mutoh      | 15  | 20 | 8   | 10   | 8   | 21  | 3   | 4   | 18 | 12  | 14  | 13  | 5   | 5   | 23  | 14  | 6   | 353   |
| 12    | Ed Carpenter      | 18  | 18 | 9   | 8    | 16  | 9   | 10  | 13  | 16 | 15  | 16  | 2   | 17  | 11  | 6   | 13  | 12  | 321   |
| 13    | Raphael Matos     | 20  | 8  | 20  | 22   | 6   | 12  | 16  | 8   | 12 | 10  | 18  | 16  | 9   | 9   | 9   | 9   | 14  | 312   |
| 14    | Mário Moraes      | 21  | 19 | 11  | 33   | 9   | 10  | 17  | 16  | 14 | 11  | 23  | 18  |     | 4   | 3   | 5   | 7   | 304   |
| 15    | Ryan Hunter-Reay  | 2   | 11 | 15  | 32   | 12  | 16  | 19  | 15  | 21 | 7   | 17  | 14  | 4   | 19  | 15  | 21  | 13  | 298   |
| 16    | Robert Doornbos   | 11  | 9  | 12  | 28   | 14  | 11  | 15  | 9   | 9  | 23  | 9   | 19  | 14  | 10  | 18  | 16  | 20  | 283   |
| 17    | Mike Conway       | 22  | 21 | 19  | 18   | 20  | 19  | 8   | 18  | 6  | 22  | 20  | 17  | 20  | 3   | 16  | 22  | 15  | 261   |
| 18    | Ernesto Viso      | 17  | 23 | 21  | 24   | 18  | 24  | 20  | 12  | 7  | 13  | 12  | 15  | 15  | 22  | 17  | 15  | 16  | 248   |
| 19    | Will Power        | 6   | 2  |     | 5    |     |     |     |     |    | 3   | 1*  | 9   |     | DNS |     |     |     | 215   |
| 20    | Tomas Scheckter   |     |    |     | 12   | 13  | 13  | 6   | 11  |    | 16  | 19  | 22  |     |     | 8   | 23  | 9   | 195   |
| 21    | Oriol Servià      |     |    |     | 26   |     |     |     |     |    |     |     |     | 11  | 6   | 7   | 4   |     | 115   |
| 22    | Alex Tagliani     | 10  | 10 |     | 11   |     | 14  |     |     |    | 9   | 13  |     |     |     |     |     |     | 114   |
| 23    | Paul Tracy        |     |    |     | 9    | 17  |     |     |     | 20 | 19  | 6   |     | 7   |     |     |     |     | 113   |
| 24    | Milka Duno        |     |    | 16  | 20   |     | 23  |     |     | 17 |     |     | 20  | 21  | 17  | 21  |     | 17  | 113   |
| 25    | Sarah Fisher      |     |    | 13  | 17   |     | 17  |     |     |    |     |     | 12  |     |     | 14  |     | 18  | 89    |
| 26    | Jaques Lazier     |     |    |     |      |     | 18  | 13  | 20  |    |     |     | 23  |     |     | 19  |     | 23  | 77    |
| 27    | Richard Antinucci |     |    |     |      |     |     |     |     | 19 | 21  | 22  |     | 18  | 15  |     |     |     | 63    |
| 28    | Vitor Meira       | 9   | 14 | 22  | 21   |     |     |     |     |    |     |     |     |     |     |     |     |     | 62    |
| 29    | Stanton Barrett   | 12  | 17 | 17  | DNQ  | DNS |     |     |     |    |     |     |     |     |     |     | 19  |     | 62    |
| 30    | Alex Lloyd        |     |    |     | 13   |     |     |     |     |    |     |     |     |     |     |     |     | 8   | 41    |
| 31    | Darren Manning    | 8   | 16 |     |      |     |     |     |     |    |     |     |     |     |     |     |     |     | 38    |
| 32    | Townsend Bell     |     |    |     | 4    |     |     |     |     |    |     |     |     |     |     |     |     |     | 32    |
| 33    | A.J. Foyt IV      |     |    |     | 16   |     | 20  |     |     |    |     |     |     |     |     |     |     |     | 26    |
| 34    | Scott Sharp       |     |    |     | 14   |     |     |     |     |    |     |     |     |     |     |     |     |     | 16    |
| 35    | Nelson Philippe   |     |    |     | 25   |     |     |     |     |    |     |     |     |     | DNS |     |     |     | 16    |
| 36    | Kosuke Matsuura   |     |    |     |      |     |     |     |     |    |     |     |     |     |     |     | 17  |     | 13    |
| 37    | John Andretti     |     |    |     | 19   |     |     |     |     |    |     |     |     |     |     |     |     |     | 12    |
| 38    | Roger Yasukawa    |     |    |     |      |     |     |     |     |    |     |     |     |     |     |     | 20  |     | 12    |
| 39    | Franck Montagny   |     |    |     |      |     |     |     |     |    |     |     |     |     | 20  |     |     |     | 12    |
| 40    | Davey Hamilton    |     |    |     | 29   |     |     |     |     |    |     |     |     |     |     |     |     |     | 10    |
|       | Bruno Junqueira   |     |    |     | DNS  |     |     |     |     |    |     |     |     |     |     |     |     |     | 0     |
|       | Buddy Lazier      |     |    |     | DNQ  |     |     |     |     |    |     |     |     |     |     |     |     |     | 0     |
| Plats | Förare            | StP | LB | Kan | Indy | Mil | Tex | Iow | Ric | WG | Tor | Edm | Ken | Mid | Son | Chi | Jap | Hom | Poäng |

Ettan i fotnot markerar att föraren stod i pole utan att få bonuspoäng, då kvalet regnat bort.